# (73201) 2002 JU13
(73201) 2002 JU13 – planetoida z pasa głównego asteroid okrążająca Słońce w ciągu 5,47 lat w średniej odległości 3,1 j.a. Odkryta 7 maja 2002 roku.